# Hội chứng phụ nữ da trắng mất tích

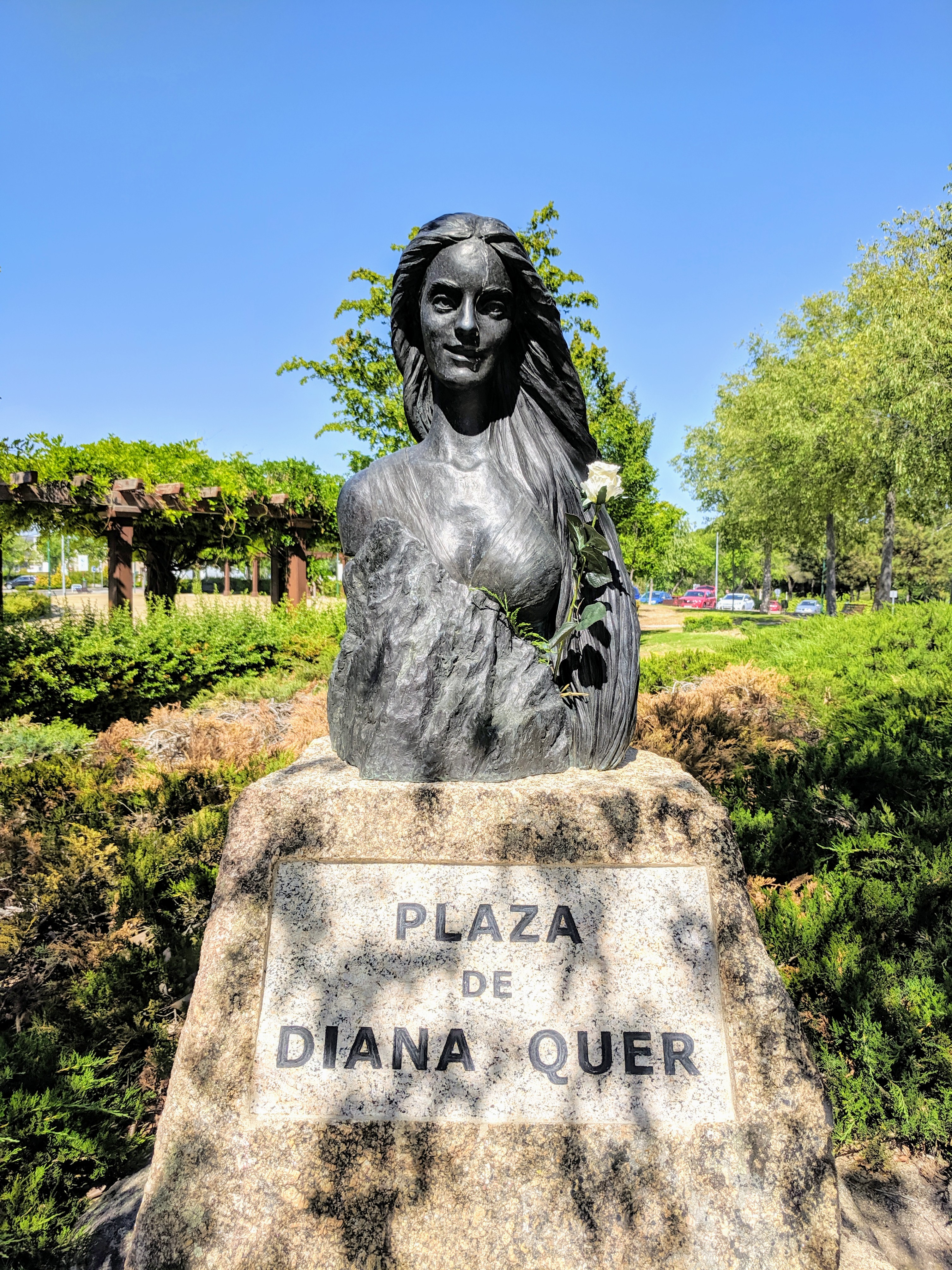
Vụ án về cô gái trẻ da trắng Diana Quer ở Madrid đã được truyền thông loan tin dày đặc, sau này Diana Quer đã được dựng tượng đài tưởng nhớ

Hội chứng phụ nữ da trắng mất tích (Missing white woman syndrome) là một thuật ngữ được các nhà khoa học xã hội và các nhà bình luận truyền thông sử dụng để biểu thị việc đưa tin trên các phương tiện truyền thông đặc biệt là trên truyền hình về các trường hợp mất tích liên quan đến những phụ nữ giới trẻ, da trắng, hấp dẫn, thượng lưu sẽ được tập trung chú ý đưa tin với tần suất dày đặc hơn so với sự thiếu quan tâm đối với những phụ nữ không phải người da trắng và thuộc tầng lớp xã hội thấp hơn. Đây là một ám chỉ về sự chênh lệch mức độ bao phủ trong việc đưa tin giữa người da trắng và người da màu mất tích. Các hãng tin tức lớn đã làm nổi bật vụ việc để thu hút sự quan tâm chú ý trong khi thường bỏ qua những câu chuyện về phụ nữ da màu mất tích. Sự chú ý của giới truyền thông rộng rãi như vậy về các vụ mất tích liên quan đến phụ nữ và trẻ em gái da trắng nhận được sự chú ý không tương xứng trên các phương tiện truyền thông so với các vụ liên quan nam giới da trắng hoặc người da màu. Hiện tượng này xuất hiện tập trung ở Hoa Kỳ, Canada, Vương quốc Anh, Úc, New Zealand và các quốc gia chủ yếu là người da trắng khác như Nam Phi.
Mặc dù thuật ngữ này được đặt ra trong bối cảnh tin tức các trường hợp mất tích, đôi khi thuật ngữ này cũng được sử dụng để đề cập đến các tội phạm bạo lực khác. Người dẫn chương trình tin tức người Mỹ Gwen Ifill được nhiều người coi là người sáng tạo ra cụm từ này. Charlton McIlwain đã định nghĩa hội chứng này là "phụ nữ da trắng có vai trò đặc quyền da trắng là nạn nhân của tội phạm bạo lực trong việc đưa tin trên các phương tiện truyền thông" và cho rằng hội chứng phụ nữ da trắng mất tích hoạt động như một kiểu phân cấp chủng tộc trong hình ảnh văn hóa của Hoa Kỳ. Eduardo Bonilla-Silva đã phân loại thành phần chủng tộc của hội chứng phụ nữ da trắng mất tích như một "dạng ngữ pháp chủng tộc, qua đó quyền lực tối cao của người da trắng được bình thường hóa bằng các tiêu chuẩn ngầm hoặc thậm chí vô hình". Hiện tượng tâm lý này đã dẫn đến một số biện pháp cứng rắn đối với tội phạm, chủ yếu là về quyền chính trị, được định danh cho những phụ nữ da trắng đã biến mất và sau đó được tìm thấy bị tổn hại. Ngoài chủng tộc và tầng lớp, các yếu tố như độ hấp dẫn như ngoại hình cơ thể và sự trẻ trung đã được xác định là tiêu chí không công bằng trong việc xác định mức độ đưa tin về những phụ nữ mất tích. Tin tức về phụ nữ da đen mất tích có nhiều khả năng tập trung vào các vấn đề của nạn nhân hơn, chẳng hạn như bạn trai bạo hành, tiền sử phạm tội hoặc nghiện ma túy, trong khi tin tức về phụ nữ da trắng thường có xu hướng tập trung vào vai trò cao thượng của họ như những người mẹ, con gái, học sinh và những người có liên quan trong cộng đồng đến sự mất tích của họ.